# Ribosa
La ribosa, que existeix principalment com a D-ribosa, és un compost orgànic amb una àmplia presència a la natura. És una aldopentosa, és a dir, un monosacàrid amb cinc àtoms de carboni que en la seva forma acíclica té un grup funcional aldehid en un extrem. Típicament, aquesta espècie existeix en forma cíclica, com es veu a la imatge. Fou observada per primer cop el 1891 per Emil Fischer. Forma part del tronc de l'ARN, un biopolímer que és la base de la transcripció. Es diferencia de la desoxiribosa, que es dona en l'ADN, perquè aquesta última ha perdut un grup hidroxil. Una vegada fosforilitzada, la ribosa pot esdevenir una subunitat de l'ATP, el NADH i diversos altres compostos que són essencials pel metabolisme.